# Korbikulowate
Korbikulowate (Corbiculidae) – rodzina słodko- i słonawowodnych małży z rzędu Veneroida obejmująca około 100 gatunków o mocnych, wyraźnie żeberkowanych muszlach, trójkątnych w zarysie lub owalnych, żółtozielonych lub brunatnych. Występują głównie w wodach strefy tropikalnej i subtropikalnej. W Polsce występują dwa inwazyjne gatunki zawleczone (Corbicula fluminalis i Corbicula fluminea).

## Systematyka
Rodzina obejmuje rodzaje: 
- Corbicula
- Polymesoda

Rodzajem typowym rodziny jest Corbicula.
Część taksonomów nie uznaje tego taksonu i zalicza wymienione rodzaje do rodziny Cyrenidae.